# الحارث بن أنس بن مالك
الحارث بن أنس بن مالك صحابي من الأنصار من بني عبد الأشهل من الأوس، قال موسى بن عقبة أنه من البدريين، ولم يذكره ابن إسحاق فيمن شهد غزوة بدر من بني عبد الأشهل، وقال أبو عمر: «أخشى أن يكون هو الحارث بن أنس بن رافع».